# Hjartdal
Hjartdal là một đô thị của hạtTelemark, Na Uy.
Giáo khu Hjertdal đã được lập thành một đô thị ngày 1 tháng 1 năm 1838 (xem:formannskapsdistrikt). Đô thị này gồm 3 cộng đồng: Hjartdal, Sauland và Tuddal.

## Tên gọi
Dạng tên trong tiếng Na Uy Cổ làHjartdalr. Tiếp đầu ngữ có lẽ là tên con sông *Hjarta (nay là Hjartdøla), tiếp vĩ ngữ là dalr nghĩa là 'thung lũng'..

## Huy hiệu
Huy hiệu được sử dụng thập kỷ trước(1989).